# Esteribar
Esteribar è un comune spagnolo di 2 105 abitanti situato nella comunità autonoma della Navarra.
Tra le sue "frazioni" sono comprese anche Larrasoaña e Zubiri, due importanti località del Cammino di Santiago di Compostela.

## Monumenti e luoghi di interesse
- Chiesa di San Nicola